# Opercle (peixos)

Lampanyctodes hectoris

L'opercle és una estructura dura que cobreix les brànquies dels peixos ossis per tal de protegir-les i suposa la major part del costat del cap darrere de l'ull; en la majoria de peixos, la seva vora posterior sol delimitar la unió entre el cap i el cos.
Es tracta d'una estructura òssia recoberta per un estoig cutani, el qual s'obre per darrere. L'opercle crea un corrent d'aigua que permet respirar a l'animal, fent que l'aigua entri per la boca i surti per les brànquies. Els peixos cartilaginosos no tenen opercle sinó escletxes branquials i, a diferència dels peixos ossis, que només tenen un parell d'opèrcles, els cartilaginosos poden tenir més d'un parell d'escletxes branquials.